# عقاب بندباز
عقاب بندباز (نام علمی: Terathopius ecaudatus) نام یک گونه از تیره عقابیان است.

## نگارخانه

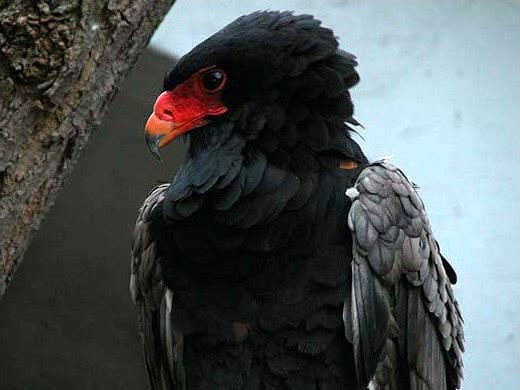
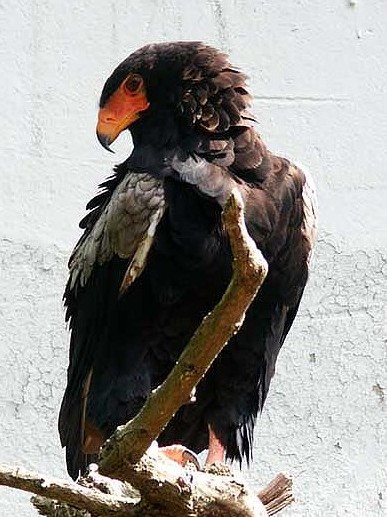
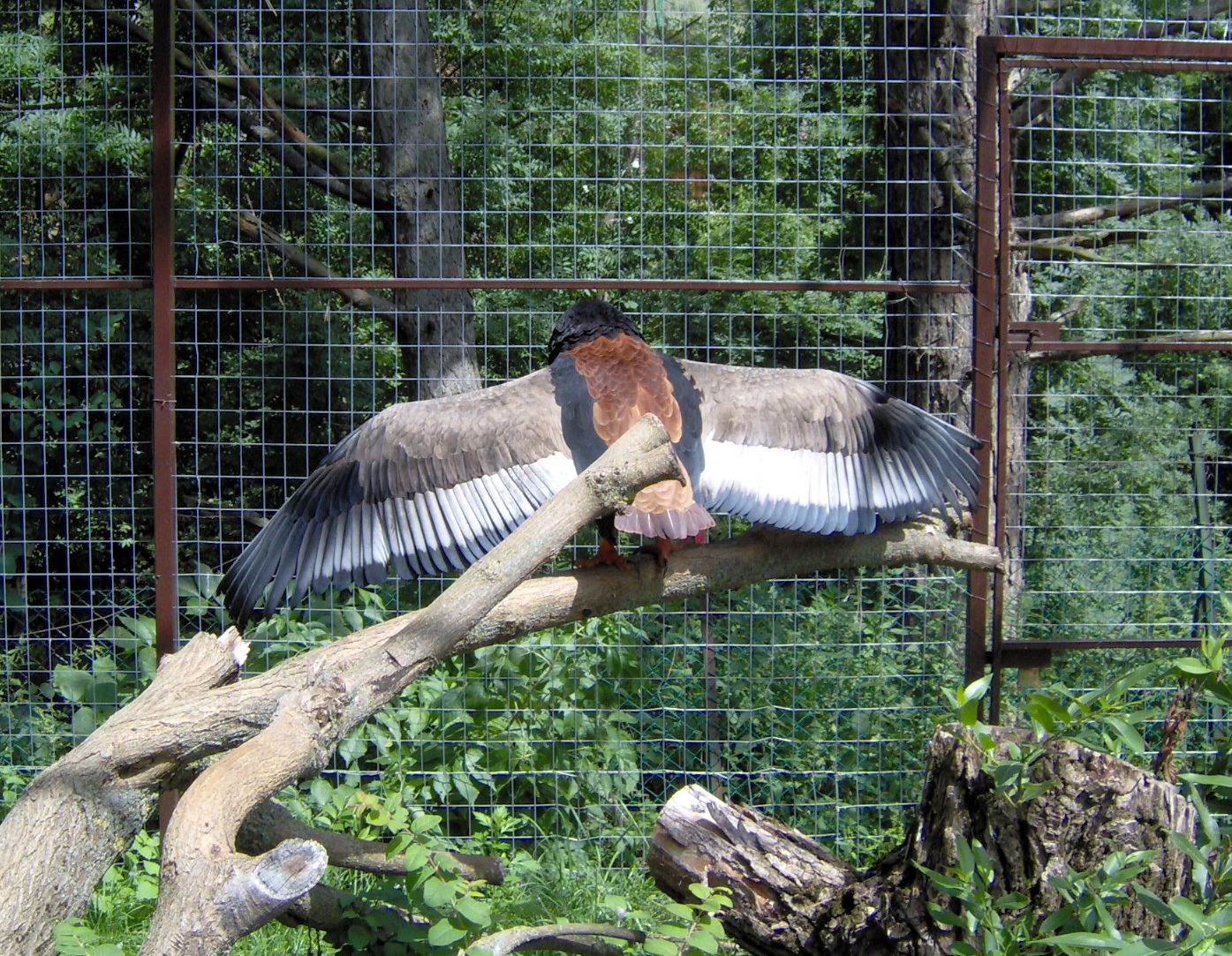
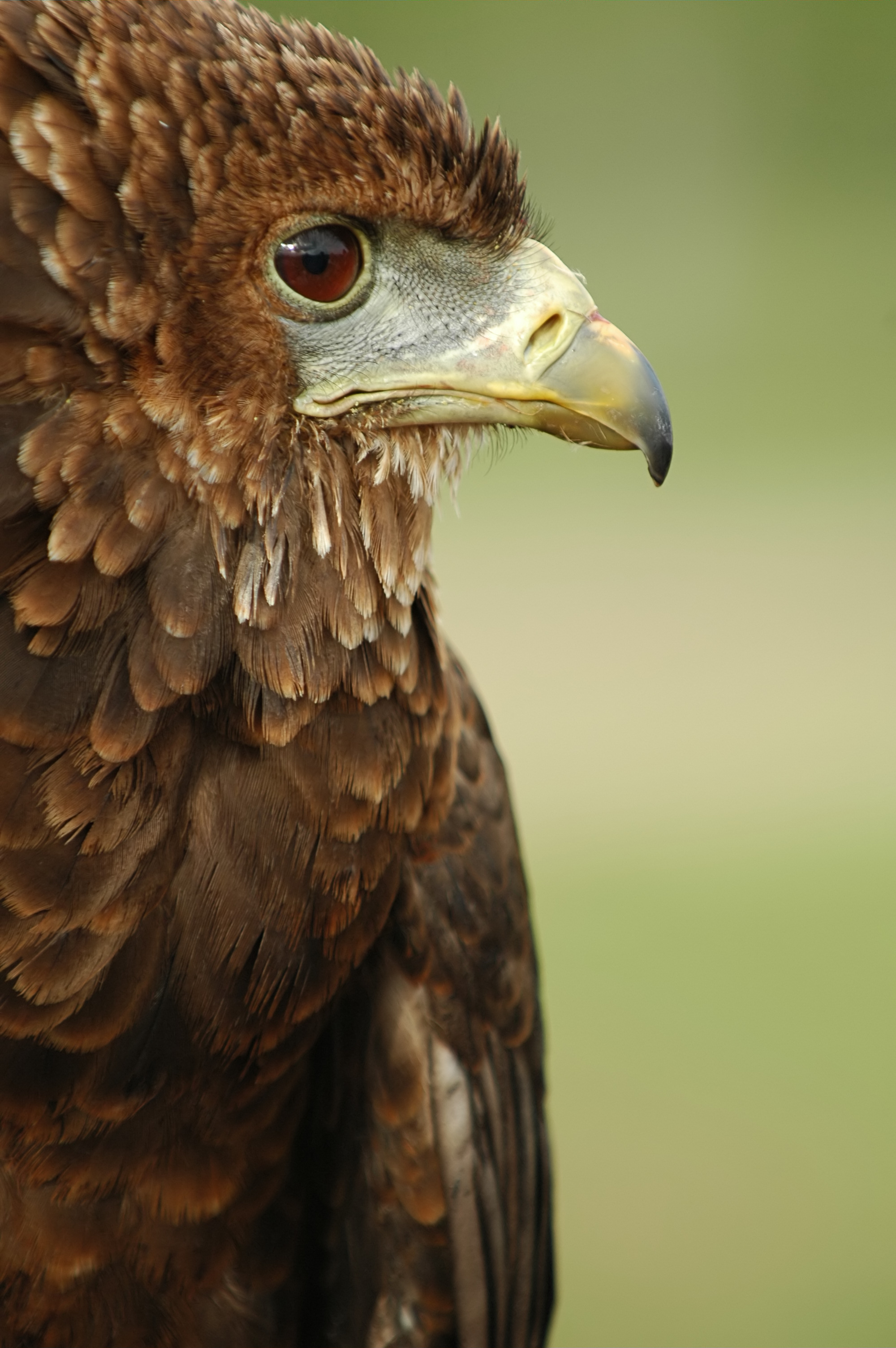
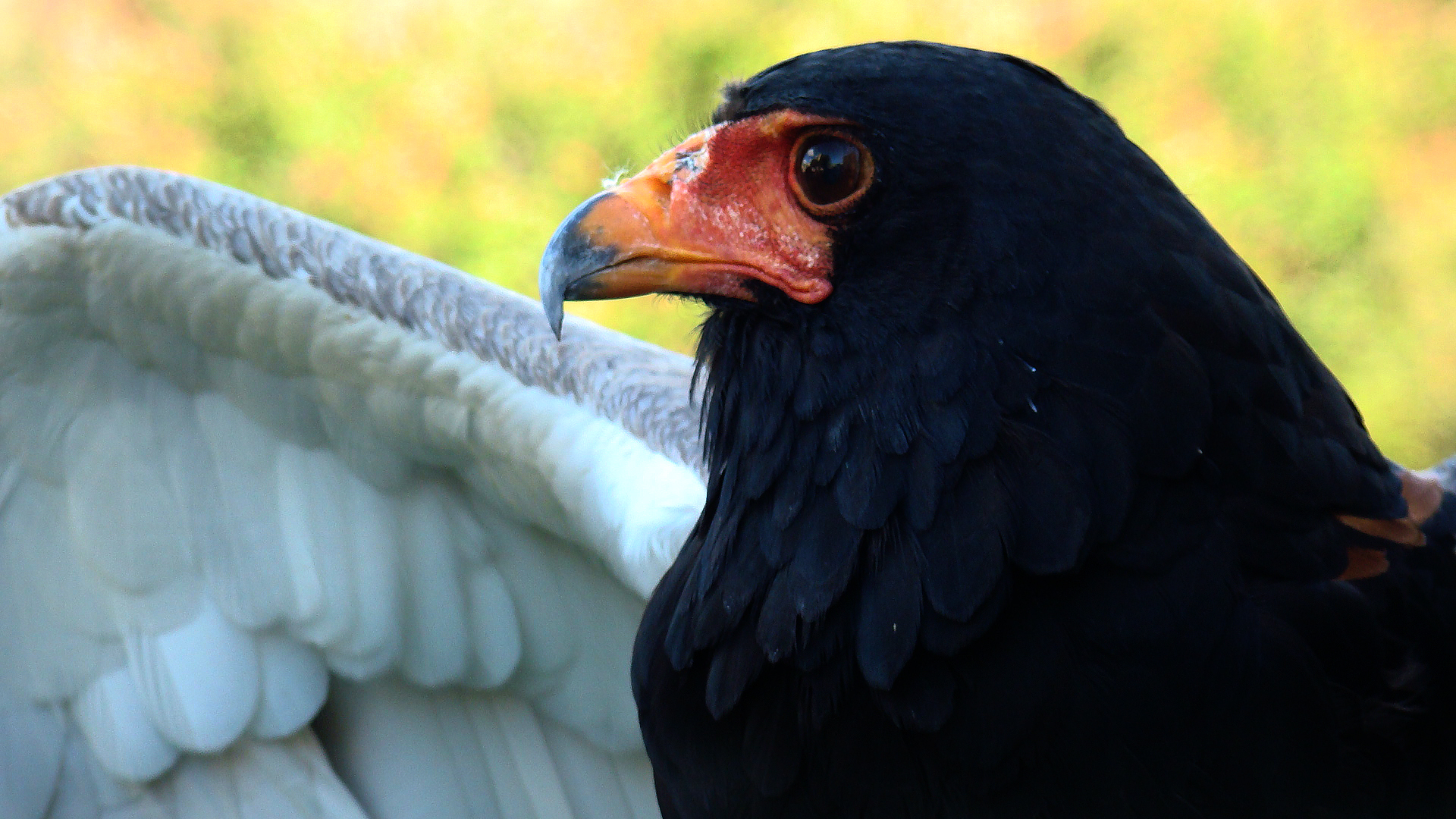
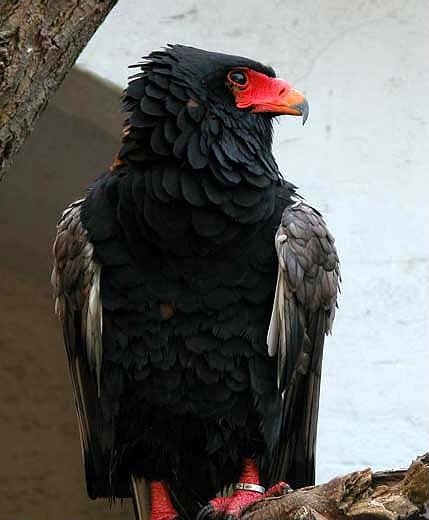
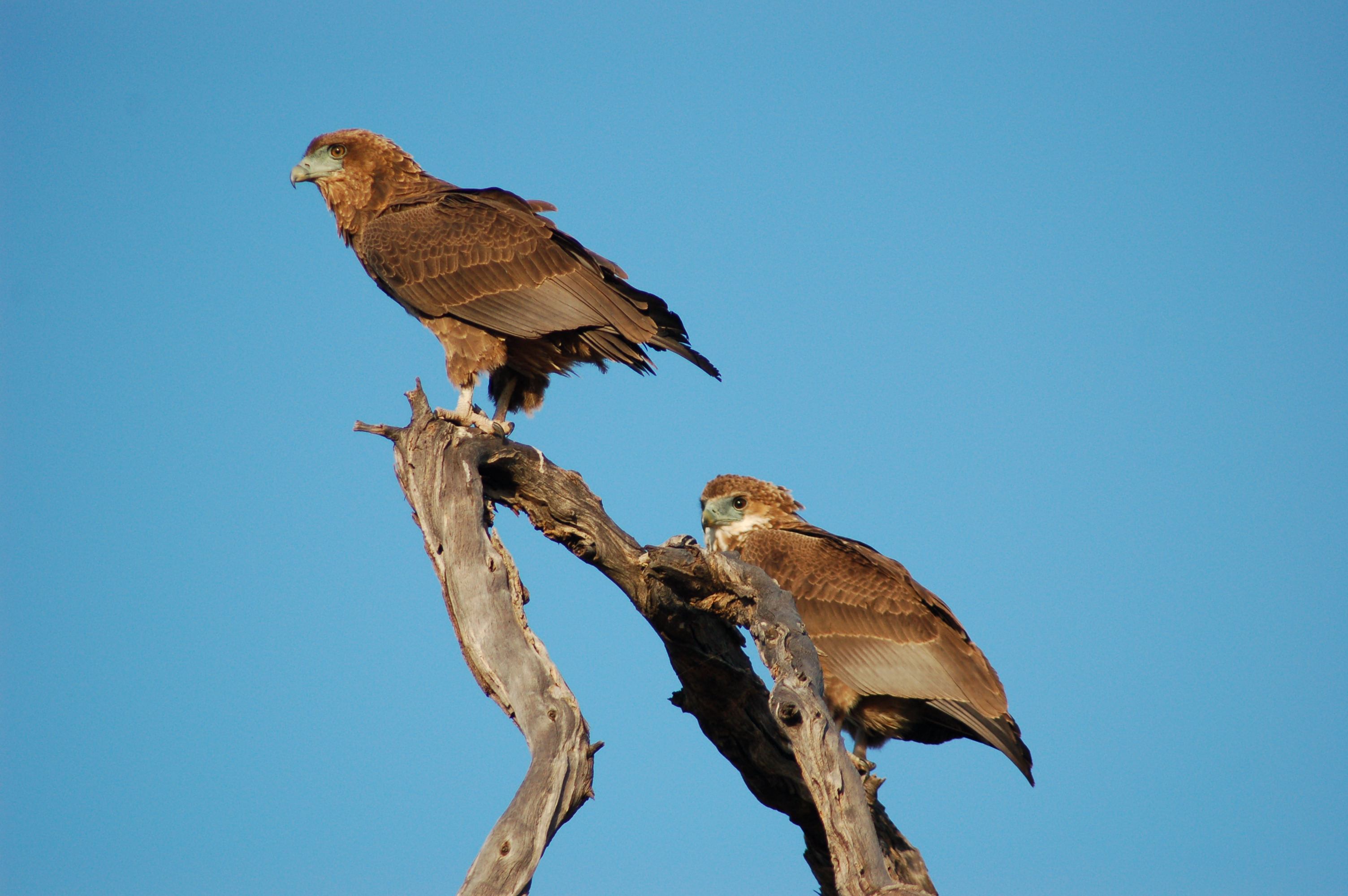